# Paulhubergrabenbach
Der Paulhubergrabenbach ist ein fast 0,3 Kilometer langer Bach im Gebiet der Gemeinde Kainach bei Voitsberg im Bezirk Voitsberg in der Weststeiermark. Er fließt im südlichen Teil der Gleinalpe, an einem nach Süden streichenden Ausläufer des Mandlkogels und mündet dann von links kommend in den Oswaldgrabenbach.

## Verlauf
Der Paulhubergrabenbach entsteht auf einer schmalen, zwischen zwei Waldstücken gelegenen Wiesenfläche an einem vom Mandlkogel nach Süden streichenden Ausläufer auf etwa 630 m ü. A. im südöstlichen Teil der Katastralgemeinde Oswaldgraben.
Der Bach fließt anfangs auf einer Wiesenfläche nach Südosten, ehe er nach rund 40 Meter ein Waldstück erreicht. In diesem Wald umrundet er in einem flachen Rechtsbogen eine Erhebung und fließt dabei insgesamt in eine südliche Richtung. Nach etwa 130 Metern schwenkt der Lauf auf einen relativ geraden Südkurs, ehe der Bach nach rund 40 Metern schließlich den Wald verlässt. Direkt nach dem Wald durchfließt der Paulhubergrabenbach das Betriebsgelände eines Bauernhofes. Kurz nach diesem Bauernhof lenkt der Bach auf einen relativ geraden Verlauf nach Südwesten und erreicht nach etwa 50 Metern schließlich seine Mündung. Rund 25 Meter vor seiner Mündung unterquert der Paulhubergrabenbach noch die Landesstraße L 341, die Kainacherstraße. Der Gsturmnitzgraben mündet nach fast 300 Meter langem Lauf mit einem mittleren Sohlgefälle von rund 16 ‰ etwa 49 Höhenmeter unterhalb seines Ursprungs direkt an der Grenze zwischen den beiden Katastralgemeinde Kainach und Oswaldgraben in den Oswaldgrabenbach, der danach nach rechts abbiegt.
Auf seinem Lauf nimmt der Paulhubergrabenbach keine anderen Wasserläufe auf.